# George Wilhelm von Berge und Herrendorf
George Wilhelm von Berge und Herrendorf (geb. 7. Dezember 1755; gest. am 12. Mai 1814) war ein preußischer Hauptmann und Landrat.

## Herkunft
George Wilhelm von Berge und Herrendorf war Angehöriger des Uradelsgeschlechts Berge und Herrendorf. Er war der Sohn von Hans Sigismund von Berge und Herrendorf (1715–1736), Erbherr auf Klein Räudchen im Kreis Guhrau und dessen Ehefrau Hedwig Charlotte, geb. von Nostiz aus dem Hause Klein Räudchen.

## Leben
George Wilhelm besuchte zunächst bis zum Alter von 13 Jahren die Pensionsanstalt des Landrats von Haugwitz. Im Jahr 1766 trat er als Fahnenjunker in das Füsilier-Regiment von Gabelentz ein. Während seiner Zeit in diesem Regiment nahm er am Bayerischen Erbfolgekrieg teil und stieg bis zum Rang eines Hauptmanns auf. Nach seiner Verabschiedung vom Militärdienst im Jahr 1786 ging er nach Ostpreußen, wo er mit Unterstützung seines Onkels, dem Obristleutnant von Nostiz und weiterer 3.000 Taler, das auf 11.000 Taler taxierte Gut Woppen erwarb. Nachdem er das Gut melioriert hatte, veräußerte er es 8 Jahre später für 22.000 Taler an den vormaligen Besitzer. Im Anschluss erwarb er die Güter Reinswein und Koslau für 38.000 Taler und steigerte dessen Wert im Verlauf der nächsten 6 Jahre nochmals um das doppelte.
In den Jahren 1797, 1800 und 1803 wurde er von den Ständen des Kreises Neidenburg zum Repräsentanten bei der Landschaft gewählt. 1798 folgte die Wahl zum Deputierten für den Landtag und im Jahr 1800 wurde er zum Kreisdeputierten gewählt. Im Frühjahr 1803 wurde er in der Nachfolge von Friedrich von der Goltz für das Amt als Landrat des Kreises Neidenburg vorgeschlagen. Nachdem er am 1. Oktober des Jahres das Große Examen abgelegt hatte, wurde er am 23. Januar 1804 zum Landrat des Kreises Neidenburg bestallt. Nachdem ihm im Mai 1810 mangelnde Moralität und einige Dienstverstöße vorgeworfen worden waren, sollte er entlassen werden. Ob es dazu kam, ist nicht bekannt. Von Berge und Herrendorf starb im Jahr 1814.

## Persönliches
George Wilhelm von Berge und Herrendorf war mit Charlotte Wilhelmine Friederike, geb. von Berge, verheiratet. 